# Sureños
Sureños, também conhecidos como Southern United Raza, Sur 13 ou Sureños X3, são grupos de gangues vagamente afiliadas que prestam homenagem à máfia mexicana enquanto estão em prisões estaduais e federais dos Estados Unidos. Muitas gangues de Sureño têm rivalidades entre si, e a única vez que essa rivalidade é deixada de lado é quando eles entram no sistema prisional. Assim, as brigas são comuns entre diferentes gangues de Sureños, embora compartilhem a mesma identidade. Sureños surgiram como uma gangue nacional nos Estados Unidos.

## História
As gangues de rua mexicano-americanas se originaram em Los Angeles no início da década de 1900 como resultado de vários fatores, incluindo condições econômicas e preconceito racial. Em 1957, a Máfia Mexicana (ou La Eme), a primeira gangue prisional da Califórnia, foi fundada por Luis Huero Buff Flores e outros membros de gangues do leste de Los Angeles, na Deuel Vocational Institution. A máfia mexicana foi formada, em parte, para proteção de outros grupos da população carcerária e recrutou seus membros de gangues de rua mexicano-americanas. Posteriormente, desenvolveu-se uma rivalidade entre os presidiários mexicano-americanos do sul da Califórnia e os do norte da Califórnia. Os membros da gangue do sul viam os mexicanos-americanos das áreas rurais e agrícolas do norte da Califórnia com desprezo e os consideravam pouco sofisticados e fracos, enquanto os nortistas consideravam os do sul da Califórnia excessivamente americanizados.
Em 1967, La Eme estava tentando unificar todas as gangues mexicano-americanas na Califórnia, e um esforço concentrado foi feito para acabar com as rivalidades entre vários grupos e fundi-los na maior gangue prisional do estado. A rivalidade entre nortistas e sulistas foi solidificada, no entanto, por um incidente em que um membro da máfia mexicana na Penitenciária Estadual de San Quentin esfaqueou seu companheiro de cela, um mexicano-americano do norte da Califórnia, até a morte em uma disputa por um par de sapatos. Os nortistas então formaram a gangue prisional Nuestra Familia (NF) para proteção contra a máfia mexicana, a gangue sulista.
Para se diferenciar dos trabalhadores agrícolas do norte da Califórnia, os membros da máfia mexicana começaram a se referir aos membros das gangues que trabalhavam para eles como Sureños. Presidiários do norte da Califórnia que eram afiliados à Nuestra Familia ficaram conhecidos como Norteños. Embora os Sureños tenha sido estabelecido em 1968, o termo não foi usado até a década de 1970 como resultado do conflito contínuo entre a máfia mexicana e a Nuestra Familia no sistema prisional da Califórnia. Quando um Sureño é questionado sobre o que significa ser um Sureño, os membros respondem: "Um Sureño é um soldado de infantaria da máfia mexicana." Como resultado dessas guerras prisionais, todas as gangues de rua hispânicas da Califórnia se alinham com os movimentos Sureño ou Norteño - com pouquíssimas exceções, como os Fresno Bulldogs e as gangues The Maravilla Gangs of East Los Angeles. Devido ao número de membros, os Fresno Bulldogs são a única gangue hispânica no Departamento de Correções e Reabilitação da Califórnia que pode permanecer independente.

## Descrição

### Território
A principal fortaleza dos Sureños fica no sul da Califórnia. Eles têm uma forte presença na Califórnia, Nevada, Arizona, Texas, Novo México e Utah. Eles têm uma presença menor em Illinois, Oklahoma, Geórgia, Oregon e Washington. Eles se espalharam até o leste de Nova York. Sureños foram documentados nas Forças Armadas dos Estados Unidos, encontrados em bases americanas e estrangeiras. Eles também podem ser encontrados em algumas partes do México. Sureños também mantém relações com várias organizações de narcotráfico sediadas no México. Eles foram confirmados em 35 estados dos Estados Unidos. Eles estão com o Cartel do Golfo.
A linha divisória norte-sul estadual entre Norteños e Sureños foi mais ou menos aceita como as cidades de Bakersfield e Delano. As fortalezas de Sureños no interior do estado da Califórnia geralmente ficam em Santa Rosa e Modesto devido à alta população de imigrantes mexicanos nessas cidades. Os Sureños em Los Angeles referem-se a seus membros na Califórnia Central como Central Sureños e Sureños referem-se a seus membros no norte da Califórnia como Upstate Sureños.

### Etimologia e características
Enquanto sur é a palavra espanhola para sul, entre os Sureños "SUR" também significa Southern United Raza. Os Sureños usam o número 13 - que representa a décima terceira letra do alfabeto, a letra M - para marcar sua lealdade à máfia mexicana.  Marcações e tatuagens comuns de gangues Sureño incluem, mas não estão limitadas a: Sur, XIII, X3, 13, Sur13, uno tres, trece e 3-dots. Embora existam muitas tatuagens usadas pelos Sureños, existe apenas uma tatuagem que comprova ou valida a adesão. A tag X3 também pode ser comumente vista em graffiti. A palavra Sureño ou Sureña deve ser conquistada. A maioria dos Sureños é descendente de mexicanos, mas algumas gangues Sureño permitem que membros de várias outras origens étnicas se juntem a suas fileiras, tornando os Sureños multiétnicos.

## Atividade criminal

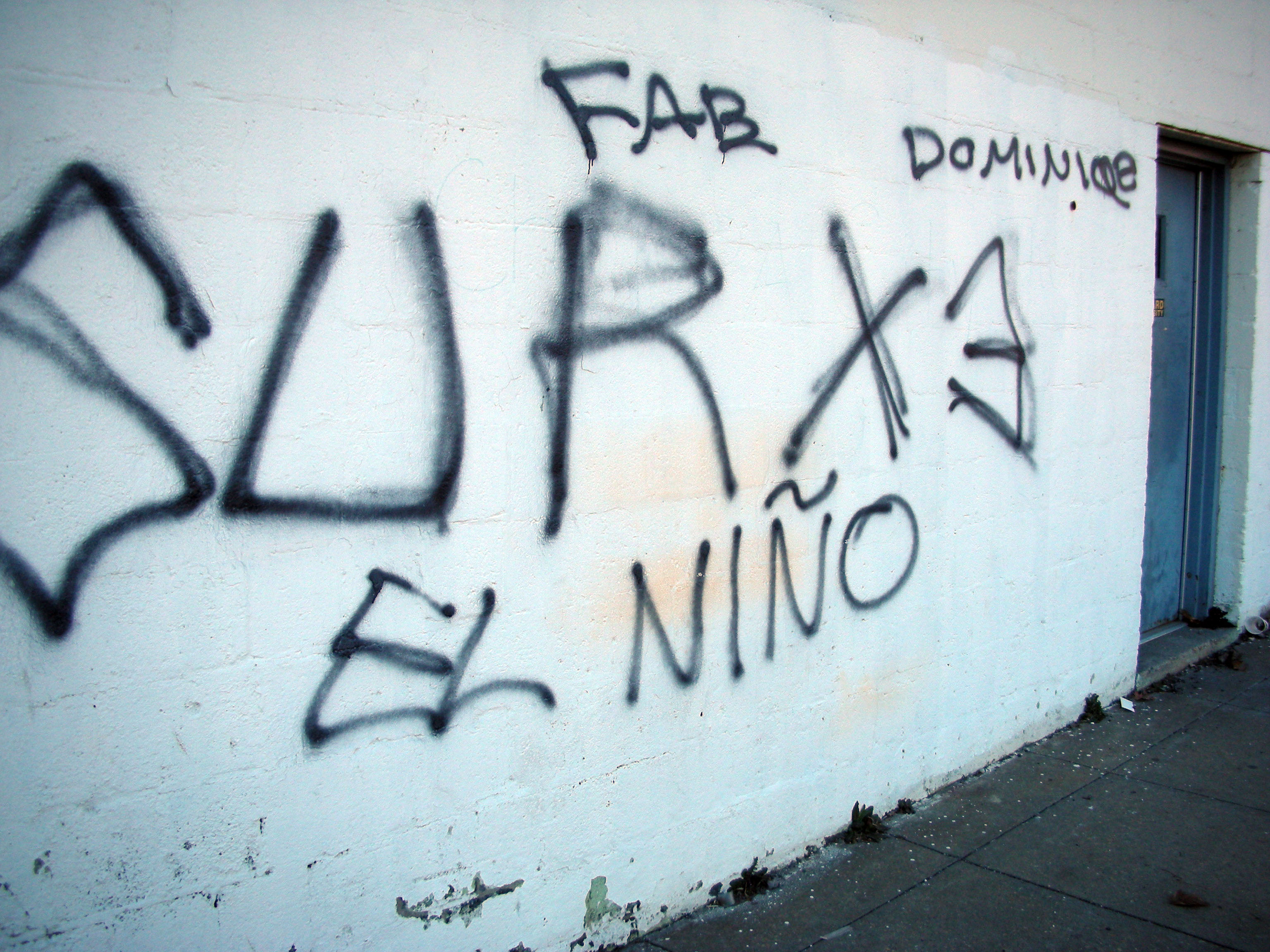
Graffiti, também conhecido como tagging, é usado para marcar o território de um conjunto específico

Os grupos Sureño estão envolvidos em muitos aspectos da atividade criminosa, incluindo homicídio, tráfico de drogas, sequestro, roubo,
roubo de carro e invasões de domicílios. Eles também estão fortemente envolvidos no tráfico humano. As principais fontes de renda dos membros das gangues de Sureño são a distribuição no varejo de cocaína, heroína, maconha e metanfetamina, tanto dentro do sistema prisional quanto na comunidade, e a extorsão de traficantes de drogas. Os membros do Sureño também podem ter associações diretas com cartéis de drogas mexicanos e intermediar negócios em nome da máfia mexicana e de suas próprias gangues.
Houve muitos casos criminais de alto nível envolvendo Sureños em vários estados. Os departamentos de polícia têm dificuldade em lidar com essa gangue por causa de sua hierarquia descentralizada no nível da rua. As tentativas de aplicação da lei para limitar a influência da máfia mexicana sobre as várias gangues de rua Sureño tiveram pouco sucesso. No final da década de 1990, uma força-tarefa federal foi criada para investigar o envolvimento da gangue no comércio ilegal de drogas; isso resultou na prisão de vários de seus membros. As autoridades confiscaram milhares de dólares em drogas e dinheiro, conforme relatado pelo Los Angeles Times e canais de notícias locais. O grupo tem historicamente brigado com várias gangues rivais por colocação e competição, o que resultou em muitos tiroteios e mortes. Em 24 de agosto de 2004, uma liminar de aplicação da lei extinguiu os membros ativos da 38th Street Gang,proibindo-os de usar armas de fogo, álcool, grafite e outros materiais perigosos em público.
Os Sureños têm uma fortaleza no Distrito Missionário de São Francisco, que rivalizam com outras facções Sureño e Norteños. Os Surenos têm um histórico de brigas com outros indivíduos Sureño, seja em brigas de gangues, ou diferentes grupos de Sureno lutando entre si. Por exemplo, duas gangues rivais de Sureño brigando por territórios do Southwest Community Park em Santa Rosa, Califórnia, levaram à morte a tiros de um homem de 18 anos em 2008. O bairro de South Park abriga uma parte da cidade de Angelo Heights Sureños, em homenagem ao bairro de Angelino Heights em Los Angeles, de onde vieram seus membros originais. Sureños também tiveram lutas territoriais em San Jose e Oakland.
Em 2009, membros dos Sureños foram acusados pelas mortes dos membros da gangue rival Norteño Alvaro Garcia-Pena e Intiaz Ahmed, que foram mortos no Alvarado's Bar & Grill em Richmond, Califórnia. Um membro dos Sureños se declarou culpado e foi condenado a 25 anos de prisão. Outros membros da gangue Sureños receberam outras sentenças por envolvimento no tiroteio.
Em 2010, 51 Sureños foram presos em uma operação de narcóticos na Califórnia. A investigação identificou oito gangues de Sureño envolvidas em várias atividades criminosas, incluindo a distribuição de entorpecentes. A investigação também resultou na apreensão de mais de 19 quilos de metanfetamina, um laboratório de conversão de metanfetamina, 1,5 quilo de cocaína, pequenas quantidades de crack, 25 quilos de maconha, 35 armas de fogo e US$ 800.000 em dinheiro e bens. As acusações contra os membros da gangue foram conspiração para distribuir metanfetamina, cocaína e maconha, terrorismo de rua e violações de armas de fogo.